# Дров'яна
Дров'яна́ (рос. Дровяная) — селище міського типу у складі Ульотівського району Забайкальського краю, Росія. Адміністративний центр Дров'янинського міського поселення.

## Населення
Населення — 2871 особа (2010; 3230 у 2002).